# 왕선사
왕선사(王善思, ? - ?)는 고려 중기의 왕족, 불교 승려로 명종의 서자이며 강종의 이복 동생이다. 정식 칭호는 없이 소군(小君)으로 불렸으며, 이후의 작위와 칭호는 실전되었다. 10세에ㅔ 머리가 깎여셔 승려가 되었다.

## 생애
아버지는 고려 명종이고 생모는 비첩 소생이다. 그러나 그의 생모가 어떤 작위에 봉작됐다는 기록은 나타나지 않는다. 개성왕씨 성원록에 의하면 그는 서자(庶子)로 논정되고 명종이 버린 폐 노비의 아들(嬖婢子)로만 간략하게 기록되어 있다. 명종이 비첩과의 사이에서 얻은 아들로, 1197년(명종 29) 이전에 태어났으나 출생년월일은 미상이다. 초기 행적은 알 수 없다. 적자가 아니므로 호칭은 소군(小君)으로 불렸다. 
나이 10세 때 머리가 깎여져 불교 승려가 되었다. 그러나 그는 작위를 받지 못했고, 의복이 예에 어긋난다는 이유로 궁궐 출입이 금지되었다. 후에 그는 장위복(張威福)을 시켜 감시하게 했다 한다. 부왕 명종이 폐출된 뒤 훗날 이복 형 강종이 왕으로 즉위하였지만 그에 대한 복권 기록은 나타나지 않는다. 후에 승려가 된 후에 조씨 부인과 혼인 하고 1남 1녀를 슬하를 두었고 이후의 행적은 미상이다. 사망년도와 장지는 미상이다.

## 가계
- 부황 명종
- 본인 왕선사
- 아내 조씨 - 조○○의 딸
  - 장남 왕산정 - 승려가 됨
  - 장녀 이름 미상 - 전욱에게 하가
    - 외손녀 이름 미상 - 제관유에게 하가
      - 외외증손자 제찬규
      - 외외증손부 비치케 - 툴루이의 막내 딸
        - 외외현손자 제문유